# Mathieu Bozzetto
Pour les articles homonymes, voir Bozzetto.
Mathieu Bozzetto est un snowboardeur français, né le 16 novembre 1973 à Chambéry. Il est spécialisé dans les épreuves de slalom géant parallèle et du slalom parallèle. Il a notamment obtenu deux gros Globes de cristal de Coupe du monde en 1999 et 2000, compétition dans laquelle il détient le record de podiums (64) et de victoires (35).
Il a pris part à quatre Olympiades en 1998, 2002, 2006 et 2010 où ses meilleures performances sont une médaille de bronze en slalom géant parallèle en 2010 et une 4e place dans la même discipline en 2006.
Il a également participé à cinq Championnats du monde (1997, 1999, 2001, 2003 et 2007) où il a obtenu deux médailles d'argent en slalom parallèle, la première à Berchtesgaden (Allemagne) en 1999, la seconde à Kreischberg (Autriche) en 2001.
Alors qu'il avait arrêté sa carrière, il revient à la compétition en 2009 après avoir assisté aux Championnats du monde de ski alpin à Val d'Isère, chez lui, avec pour objectif de décrocher une médaille aux Jeux de Vancouver. Éliminé en demi-finale, il remporte la médaille de bronze en gagnant la petite finale.
Il est consultant pour France Télévisions pour les  aux Jeux olympiques de Sotchi en 2014 et de PyeongChang en 2018 pour commenter les épreuves de slalom géant et boardercross en snowboard au côté du journaliste Christian Choupin,.

## Palmarès

### Jeux olympiques
- Jeux olympiques d'hiver de 2006 à Turin (Italie) :
  - 4e place en slalom parallèle.
- Jeux olympiques d'hiver de 2010 à Vancouver (Canada) :
  -  Médaille de bronze en slalom parallèle.

### Championnats du monde
- Championnats du monde de 1999 à Berchtesgaden (Allemagne) :
  -  Médaille d'argent en slalom parallèle.
- Championnats du monde de 2001 à Kreischberg (Autriche) :
  -  Médaille d'argent en slalom parallèle.

### Coupe du monde
- 2 gros globe de cristal :
  - Vainqueur du classement général de Coupe du monde de snowboard en 1999 et 2000.
- 7 petits globe de cristal :
  - Vainqueur du classement slalom : 1999.
  - Vainqueur du classement slalom géant parallèle : 2000.
  - Vainqueur du classement slalom parallèle : 2001 et 2002.
  - Vainqueur du classement parallèle : 2000, 2002 et 2003.
- 66 podiums dont 35 victoires sur des épreuves de la Coupe du monde (slalom, slalom géant parallèle ou slalom parallèle).

## Distinctions
Chevalier de l'Ordre national du Mérite en 2010.